# Федеріко Фасіо
Федеріко Фасіо (ісп. Federico Fazio, нар. 17 березня 1987, Буенос-Айрес) — аргентинський футболіст, захисник італійської «Салернітани» та  національної збірної Аргентини.
Володар Кубка Іспанії з футболу. У складі збірної — олімпійський чемпіон.

## Клубна кар'єра
У дорослому футболі дебютував 2005 року виступами за команду клубу «Феррокаріль Оесте», в якій провів два сезони, взявши участь у 48 матчах чемпіонату. Більшість часу, проведеного у складі «Феррокаріль Оесте», був основним гравцем захисту команди.
Своєю грою за цю команду привернув увагу представників тренерського штабу клубу «Севілья», до складу якого приєднався 2007 року. Відіграв за клуб з Севільї 148 матчі в національному чемпіонаті. За цей час виборов титул володаря Кубка Іспанії з футболу.
26 серпня 2014 року перейшов до англійського «Тоттенгем Готспур», з яким уклав чотирирічний контракт. Лондонському клубові трансфер обийшовся у 8 мільйонів фунтів. Проте у новій команді не виправдав сподівань тренерського штабу. В сезоні 2014/15 досить регулярно виходив на поле, провівши зокрема 20 ігор у Прм'єр-лізі, утім бволівальникам клубу запам'ятався насамперед декількома вилученнями. За першу половину наступного сезону взяв участь лише в одній грі Кубка ліги, після чого було у січні 2016 року досягнуто домовленості про його повернення до «Севільї» на умовах піврічної оренди.
У своїй старій команді не зміг повернути собі місце основного оборонця і за п'ять місяців у команді лише шість разів виходив на поле в офіційних матчах.
Кар'єра Фасіо отримала новий поштовх влітку 2016 року, коли його новою командою стала італійська «Рома», яка орендувала його до кінця сезону. У римській команді він вписався в ігрову схему Лучано Спаллетті і протягом сезону провів 48 матчів в різних турнірах, включаючи 37 ігор чемпіонату. По завершенні оренди римляни використали опцію викупу контракту Фасіо за 3,2 мільйони євро. З приходив на тренерський місток «Роми» Еусебіо Ді Франческо аргентинець зберіг за собою статус основного центрального захисника команди і в сезоні 2016/17 був учасником 45 матчів у її складі (34 з них у Серії A). Протягом наступних двох сезонів залишався ключовою фігурою в захисті «вовків», після чого стрімко почав втрачати місце в основному складі.
По ходу сезону 2020/21 виходив на поле лише у 6 іграх італійської першості, а за першу половину наступного сезону — жодного разу. У січні 2022 року уклав контракт на 2,5 роки з іншим італійським клубом, «Салернітаною».

## Виступи за збірні
Протягом 2006–2008 років залучався до складу молодіжної збірної Аргентини. На молодіжному рівні зіграв у 15 офіційних матчах, забив 1 гол. Був учасником олімпійського футбольного турніру 2008 року, за результатамі якого аргентинські футболісти стали олімпійськими чемпіонами.
В офіційних матчах за основну збірну Аргентини дебютував у червні 2011 року, коли взяв участь у двох товариських зустрічах своєї національної команди. Особливого враження на тренерів збірної не справив і наступний шанс закріпитися у ній отримав лише наприкінці 2014 року, утім й цього разу йому вдалося додати до свого активу лише одну товариську гру.
Третій прихід Фасіо до збірної Аргентини відбувся лише влітку 2017 року, коли його проблеми на клубному рівні завершилися і він став основним гравцем одного з лідерів італійської Серії A «Роми». Восени того ж року взяв участь у трьох матчах відбору до чемпіонату світу 2018.
У травні 2018 року 31-річний захисник був включений до заявки на свій перший міжнародний турнір на рівні національних збірних — тогорічний чемпіонат світу в Росії, де виходив на поле на заміну у грі 1/8 фіналу проти французів. Ця гра стала для захисника останньою у формі національної команди.
| Дата       | Місто          | Господарі | Результат | Гості     | Турнір               | Голи | Примітки |
| ---------- | -------------- | --------- | --------- | --------- | -------------------- | ---- | -------- |
| 1-6-2011   | Абуджа (місто) | Нігерія   | 4 – 1     | Аргентина | товариський матч     | -    | 25'      |
| 5-6-2011   | Варшава        | Польща    | 2 – 1     | Аргентина | товариський матч     | -    | 46'      |
| 12-11-2014 | Лондон         | Аргентина | 2 – 1     | Хорватія  | товариський матч     | -    |          |
| 13-6-2017  | Сінгапур       | Сінгапур  | 0 – 6     | Аргентина | товариський матч     | 1    |          |
| 1-9-2017   | Монтевідео     | Уругвай   | 0 – 0     | Аргентина | Відбір до ЧС 2018    | -    |          |
| 6-9-2017   | Буенос-Айрес   | Аргентина | 1 – 1     | Венесуела | Відбір до ЧС 2018    | -    |          |
| 11-10-2017 | Кіто           | Еквадор   | 1 – 3     | Аргентина | Відбір до ЧС 2018    | -    | 90'      |
| 23-03-2018 | Манчестер      | Аргентина | 2 – 0     | Італія    | товариський матч     | -    |          |
| 29-5-2018  | Буенос-Айрес   | Аргентина | 4 – 0     | Гаїті     | товариський матч     | -    | 46'      |
| 30-6-2018  | Казань         | Франція   | 4 – 3     | Аргентина | ЧС 2018 - 1/8 фіналу | -    | 46'      |
| Усього     |                | Матчів    | 10        |           | Голів                | 1    |          |

## Титули і досягнення
- Володар Кубка Іспанії з футболу (1):

«Севілья»: 2009-10
- Володар Суперкубка Іспанії з футболу (1):

«Севілья»: 2007
- Переможець Ліги Європи УЄФА (2):

«Севілья»: 2013-14, 2015-16
- Чемпіон світу (U-20): 2007
- Олімпійський чемпіон (1): 2008
- Переможець Суперкласіко де лас Амерікас: 2017